# Alexander Buresch
Alexander Buresch (* 1973) ist ein deutscher Drehbuchautor. Er lebt in Stuttgart.

## Leben
Alexander Buresch studierte von 1994 bis 1997 Schauspieldramaturgie an der Bayerischen Theaterakademie in München. 1997 bis 2003 folgte ein Drehbuchstudium an der Filmakademie Baden-Württemberg. Dort lernte er den Regisseur Alain Gsponer kennen, mit dem er mehrere Projekte verwirklichte (unter anderem Kiki und Tiger, Rose, Das wahre Leben und Lila, Lila). Mehrere Drehbücher verfasste Buresch gemeinsam mit Matthias Pacht.
Alexander Bureschs Arbeiten wurden mehrfach mit Preisen bedacht. Der Film Rose wurde 2007 als Bester Fernsehfilm mit dem Deutschen Fernsehpreis ausgezeichnet, Das wahre Leben 2009 mit dem Grimme-Preis. Der Fernsehfilm Polizeiruf 110: Rosis Baby erhielt 2009 den Robert-Geisendörfer-Preis der Evangelischen Kirche.

## Filmografie
- 1997: Tisch, Mann, Frau (Regie)
- 2001/2002: Kiki und Tiger (Spielfilm, Drehbuch)
- 2004: Such mich nicht (Spielfilm, Drehbuch)
- 2005: Rose (Spielfilm, Drehbuch)
- 2006: Das wahre Leben (Spielfilm, Drehbuch)
- 2008: Polizeiruf 110: Wie ist die Welt so stille (Fernsehfilm, Drehbuch)
- 2008: Polizeiruf 110: Rosis Baby (Fernsehfilm, Drehbuch)
- 2009: Lila, Lila (Spielfilm, Drehbuch)
- 2010: Der letzte Weynfeldt
- 2012: Polizeiruf 110: Fieber (Fernsehfilm, Drehbuch)
- 2014: Tatort: Der Wüstensohn
- 2016: Polizeiruf 110: Und vergib uns unsere Schuld
- 2016: Die Akte General
- 2019: Tatort: Die ewige Welle
- 2021: Die Bestatterin – Die unbekannte Tote (Fernsehfilm Drehbuch)
- 2021: Tatort: Wunder gibt es immer wieder (Fernsehfilm Drehbuch)
- 2025: Stiller

## Auszeichnungen
- 1992: Preisträger Treffen Junger Autoren
- 2004: Baden-Württembergischer Drehbuchpreis für Das wahre Leben
- 2008: Preis der deutschen Filmkritik in der Kategorie Bestes Drehbuch für Das wahre Leben
- 2009: Adolf-Grimme-Preis für Das wahre Leben
- 2009: Robert-Geisendörfer-Preis für Polizeiruf 110: Rosis Baby
- 2021: Stipendium der Villa Kamogawa, Kyoto[1]